# Auckland Rugby Football Union
Auckland Rugby Football Union è l'organo di governo del rugby a 15 nella regione neozelandese di Auckland; la sua squadra compete nel campionato nazionale delle province, il National Provincial Championship, e la sede dei suoi incontri interni è ad Auckland.
Auckland vanta 16 vittorie nel campionato nazionale; la federazione provinciale è tributaria della franchise professionistica di Auckland in Super Rugby, i Blues.

## Palmarès
- National Provincial Championship: 17
1982, 1984, 1985, 1987, 1988, 1989, 1990, 1993, 1994, 1995, 1996, 1999, 2002, 2003, 2005, 2007, 2018
- South Pacific Championship: 2 (1 condiviso)
1986 (condiviso), 1988, 1989, 1990